# HD 208321
HD 208321，又名CD-3714565，SAO 213414、HR 8366，是一颗恒星，视星等为5.46，位于銀經6.25，銀緯-51.96，其B1900.0坐标为赤經21h 50m 21.7s，赤緯-37° -51.96′ 39″。